# A Good Girl's Guide to Murder
A Good Girl's Guide to Murder is een Britse televisieserie, uitgezonden op BBC Three en gebaseerd op de gelijknamige roman van Holly Jackson, voor televisie bewerkt door Poppy Cogan en geregisseerd door Dolly Wells.
De serie werd geproduceerd door Moonage Productions in samenwerking met ZDFneo. Het eerste seizoen verscheen op BBC Three en is sinds 1 augustus 2024 te streamen op Netflix.

## Verhaal
Pippa onderzoekt een vijf jaar oude moordzaak voor haar schoolproject. Tiener Andie Bell is op een dag spoorloos verdwenen, waarna haar vriendje Salil de moord bekent en zelfmoord pleegt. Pip gaat aan de slag om zijn onschuld te onderzoeken, want ze gelooft niet dat de vriendelijke jongen het in zich had om zo'n gruwelijke misdaad te plegen.

## Rolverdeling

### Hoofdrollen
| Acteur               | Personage              |
| -------------------- | ---------------------- |
| Emma Myers           | Pippa (Pip) Fitz-Amobi |
| Zain Iqbal           | Ravi Singh             |
| Asha Banks           | Cara Ward              |
| Raiko Gohara         | Zach Chen              |
| Jude Morgan-Collie   | Connor Reynolds        |
| Yali Topol Margalith | Lauren Gibson          |
| Yasmin Al-Khudhairi  | Naomi Ward             |
| Henry Ashton         | Max Hastings           |
| Carla Woodcock       | Becca Bell             |
| Matthew Beynton      | Elliott Ward           |
| Gary Beadle          | Victor Amobi           |
| Anna Maxwell Martin  | Leanne Amobi           |
| Kitty Anderson       | jonge Pip              |

### Bijrollen
| Acteur              | Personage       |
| ------------------- | --------------- |
| India Lillie Davies | Andie Bell      |
| Rahul Pattie        | Sal Singh       |
| Orla Hill           | Ruby Foxcroft   |
| Mitu Panicucci      | Stella Chapman  |
| Annabel Mullion     | Rosie Hastings  |
| Adam Astill         | Toby Hastings   |
| Matthew Khan        | Dylan           |
| Matt Chambers       | Jason Bell      |
| Jackson Bews        | Daniel da Silva |

### Gastrollen
| Acteur               | Personage     |
| -------------------- | ------------- |
| Georgia Arron        | Emma Hutton   |
| Jessica Webber       | Nat da Silva  |
| Thomas Gray          | Howie Bowers  |
| Ephraim O.B. Sampson | Jake Lawrence |

## Afleveringen
| Afl. | Titel       | Regie       | Scenario                      | Originele releasedatum |
| 1    | "Episode 1" | Dolly Wells | Poppy Cogan                   | 1 juli 2024            |
| 2    | "Episode 2" | Dolly Wells | Poppy Cogan                   | 1 juli 2024            |
| 3    | "Episode 3" | Dolly Wells | Ruby Thomas                   | 1 juli 2024            |
| 4    | "Episode 4" | Tom Vaughan | Poppy Cogan en Zia Ahmed      | 1 juli 2024            |
| 5    | "Episode 5" | Tom Vaughan | Poppy Cogan en Ajoke Ibironke | 1 juli 2024            |
| 6    | "Episode 6" | Tom Vaughan | Poppy Cogan                   | 1 juli 2024            |